# 若热·德派瓦
若热·德派瓦（葡萄牙語：Jorge de Paiva，1887年5月13日—1937年5月12日），葡萄牙男子击剑运动员。他曾代表葡萄牙参加1920年、1924年和1928年夏季奥林匹克运动会击剑比赛，其中1928年奥运会获得一枚铜牌。